# Minimundus
Minimundus je zábavní park miniatur v rakouském městě Klagenfurt. Představuje 165 zmenšenin různých budov z celého světa. Miniatury jsou vytvořeny v poměru 1:25. Park byl otevřen v roce 1958 pod názvem Minieurop, původně s 20 modely. Rozkládá se na 26 tisících metrech čtverečních. Majitelem parku je humanitární organizace na pomoc dětem Rettet das Kind, která z jeho výtěžků financuje svou činnost. Vzorem byl mj. park Madurodam v Haagu (založen 1952), k následovníkům patří například park Mini-Europe v Bruselu (založen 1989). Ke známým modelům Minimundusu patří například Katedrála svatého Štěpána ve Vídni, Socha svobody v New Yorku, Bazilika svatého Petra v Římě, Eiffelova věž v Paříži, Opera v Sydney, Bílý dům ve Washingtonu, Tádž Mahal v Indii, Atomium v Bruselu, šikmá věž v Pise, Velká čínská zeď, Parthenon v Athénách, zámek Chenonceau ve Francii, Rilský klášter v Bulharsku, zámek Neuschwanstein v Německu, katedrála Sagrada Família v Barceloně, Braniborská brána v Berlíně, Tower Bridge v Londýně nebo chrám Abú Simbel v Egyptě. Je mezi nimi i jedna stavba z Česka - Staroměstská radnice v Praze. Zachyceny jsou památky a pamětihodnosti z 50 zemí světa. Stavba některých modelů je mimořádně náročná, například model Svatopetrské baziliky se tvořil šest let.